# Sonia Cendier
Isabelle « Sonia » Cendier Ajaguin, née le 22 mai 1977 au Port (La Réunion), est une joueuse de handball française internationale, évoluant au poste d'arrière. Elle est notamment championne du monde en 2003

## Biographie

### Parcours
Isabelle Cendier signe sa première licence à 13 ans à Saint-Gilles, l'un des clubs les plus réputés de La Réunion où le handball est le sport numéro deux après le football. Ses qualités lui permettent de progresser rapidement et elle fait des apparitions dans les diverses sélections nationales de jeunes. 
En 1996, elle franchit un cap en ralliant la métropole et le Toulouse Féminin Handball qui évolue alors en deuxième division. Championne de France de deuxième division en 1999, elle connaît sa première sélection en équipe de France en avril 1999 face à l'Ukraine. Elle participe alors au championnat du monde 1999 où elle remporte la médaille d'argent puis les Jeux olympiques d'été de 2000 terminés à la sixième place.
En 2001, elle rejoint Handball Metz Moselle Lorraine où elle remporte cinq championnats de France et trois coupes de la Ligue. En équipe de France, elle complète son palmarès d'un titre de championne du monde en 2003 et d'une quatrième place aux Jeux olympiques d'été de 2004.
En 2007, elle rejoint les rangs du Yutz Handball féminin, alors relégué en deuxième division, pour tenter le pari d'une remontée rapide parmi l'élite. Ratant de peu l'accession avec deux troisièmes places, elle retrouve Toulouse Féminin Handball en 2009 puis rejoint en 2010 son premier entraîneur Alain Hatchondo au Bruguières Occitan Club 31 Handball pour terminer sa carrière en 2011.

### Isabelle ou Sonia?
Nommée Isabelle à l'état civil selon le souhait de sa mère, elle est couramment appelée Sonia car son père, qui préférait ce prénom, trouvait qu'il y avait trop d'Isabelle dans le quartier.

## Palmarès

### Club
compétitions nationales
- championnat de France (5) en 2002, 2004, 2005, 2006 et 2007 (avec Handball Metz Moselle Lorraine)
- vainqueur de la coupe de la Ligue (3) en 2005, 2006 et 2007 (avec Handball Metz Moselle Lorraine)
- finaliste de la coupe de France en 2005 (avec Handball Metz Moselle Lorraine)
- championne de France de division 2 en 1999 (avec Toulouse Féminin Handball)

### Sélection nationale
Jeux olympiques
- 4e place aux Jeux olympiques d'été de 2004 à Athènes
- 6e place aux Jeux olympiques d'été de 2000 à Sydney

championnats du monde
- vainqueur du championnat du monde 2003
- finaliste du championnat du monde 1999
- 5e place au championnat du monde 2001

autres
- Médaille d'or aux Jeux méditerranéens de 2001 à Tunis
- 98 sélections et 188 buts